# Nierenvenenthrombose
Die Nierenvenenthrombose ist eine Gefäßerkrankung, bei der sich ein Blutgerinnsel (Thrombus) in der Nierenvene (Vena renalis) gebildet hat. Symptome sind Flankenschmerzen und blutiger Urin (Makrohämaturie). Auslösende Ursachen sind meist eine Krebserkrankung oder ein nephrotisches Syndrom. Die Diagnose wird durch Computertomographie, Dopplersonographie oder Kernspintomographie gestellt. Die Behandlung erfolgt mit den gerinnungshemmenden Medikamenten Heparin und Marcumar.

## Auslösende Ursachen
Meist kann eine auslösende Ursache nachgewiesen werden. Häufigste Ursache (66 % der Fälle) sind Krebserkrankungen, vorwiegend Nierenzellkarzinom gefolgt von nephrotischem Syndrom (20 % der Fälle), meist aufgrund einer membranösen Glomerulonephritis. Nierenvenenthrombosen ohne nachweisbare Ursache (idiopathische Nierenvenenthrombosen) sind selten. Im Gegensatz zur tiefen Beinvenenthrombose ist das Risiko einer Nierenvenenthrombose bei familiärer Belastung mit venösen Thromboembolien oder Verletzungen nicht erhöht. Nach operativen Eingriffen ist das Risiko einer Nierenvenenthrombose nur bei vorangegangener Nierentransplantation erhöht.
Die Altersverteilung ist zweigipfelig mit einer gering erhöhten Häufigkeit in den ersten zwei Lebensjahrzehnten und einer erheblichen Zunahme der Erkrankungen jenseits des 70. Lebensjahres. Als Ursachen im ersten Lebensmonat wurden Sepsis, Dehydratation und Zystennieren beschrieben; Ursachen in den ersten beiden Lebensjahrzehnten waren Nephroblastom, Nephrotisches Syndrom, Protein-C-Mangel, Nierentransplantation, Sepsis und Dehydratation.
In 43 % der Fälle ist die linke Nierenvene betroffen, in 33 % die rechte Nierenvene und in 21 % beide Nierenvenen. In 43 % der Fälle erstreckt sich der Thrombus bis in die untere Hohlvene (Vena cava inferior).

## Klinik
Die häufigsten Symptome sind Flankenschmerzen in 73 % der Fälle und blutiger Urin (Makrohämaturie) in 36 % der Fälle. Unspezifische Beschwerden wie Appetitlosigkeit, Übelkeit und Fieber sind häufig (>40 % der Fälle). In der Hälfte der Fälle findet sich bei der körperlichen Untersuchung ein Zittern der Hände (Asterixis).

## Labor
In über der Hälfte der Fälle finden sich eine Einschränkung der Nierenfunktion und eine vermehrte Eiweißausscheidung im Urin. In 5 Prozent der Fälle besteht ein dialysepflichtiges Nierenversagen und in 20 Prozent der Fälle ein nephrotisches Syndrom.
In Einzelfällen wurden im Rahmen einer erweiterten Gerinnungsdiagnostik ein Protein-S-Mangel oder Antithrombin-Mangel beschrieben.

## Diagnose
Die Diagnose wird gestellt durch bildgebende Verfahren wie Computertomographie, Dopplersonographie, Kernspintomographie mit Gadolinium als Kontrastmittel sowie Arterio- oder Venographie.

## Therapie
Die Behandlung erfolgt in der Regel mit den gerinnungshemmenden Medikamenten Heparin und Marcumar. Die Behandlung wird in der Regel über mindestens 6 Monate, unter Umständen lebenslang durchgeführt. Selten kommen Acetylsalicylsäure, Fibrinolyse oder ein Cavaschirm zum Einsatz.

## Prognose
Ältere Arbeiten berichten nach durchgemachter Nierenvenenthrombose über Rezidivraten von 8,5 % bis 27 %. In einer neueren Untersuchung waren wiederholte thromboembolische Ereignisse selten (1 auf 100 Patientenjahre). Es handelte sich dabei meist um tiefe Beinvenenthrombosen; das Rezidiv einer Nierenvenenthrombose wurde nicht beschrieben.
Liegt der Nierenvenenthrombose eine Krebserkrankung oder eine Infektion zugrunde, ist die Lebenserwartung vermindert. Bei Patienten mit Nierenvenenthrombose aufgrund eines nephrotischen Syndroms findet sich keine Einschränkung der Lebenserwartung. Therapie mit Warfarin (in Deutschland wird stattdessen üblicherweise Marcumar eingesetzt) verbessert die Prognose.